# 約翰·路德維希一世 (安哈特-多恩堡)
約翰·路德維希一世（德語：Johann Ludwig I.，1656年5月4日—1704年11月1日），安哈特-多恩堡親王，安哈特-采爾布斯特親王約翰六世的第四子。

## 家庭
1687年，約翰·路德維希與克莉絲汀·艾蕾諾爾（Christine Eleonore）結婚，兩人共有3子1女：
1. 約翰·路德維希（1688年—1746年）
2. 克里斯蒂安·奧古斯特（1690年—1747年）
3. 索菲·克莉絲汀（1692年—1747年）
4. 約翰·腓特烈（德语：Johann Friedrich von Anhalt-Zerbst）（1695年—1742年）